# Nati nel 1978/Febbraio
| Questa pagina contiene informazioni ricavate automaticamente dalle voci biografiche con l'ausilio del template Bio e di un bot. L'aggiornamento è periodico e automatico e ricostruisce completamente la pagina. Se manca una persona in questa lista, sei pregato di non aggiungerla, ma accertati piuttosto che la sua voce biografica contenga il template Bio e che i dati anagrafici siano correttamente compilati. Se il template Bio manca, inseriscilo tu stesso o, in alternativa, metti l'avviso {{tmp\|Bio}} che ne segnala la mancanza. Se i dati riportati sono sbagliati, correggi direttamente la voce biografica; le modifiche saranno visibili in questa lista entro pochi giorni. Per chiarimenti vedi il progetto biografie. La lista contiene solo le 376 persone che sono citate nell'enciclopedia e per le quali è stato implementato correttamente il template Bio. Pagina aggiornata al 18 ago 2025. |

- 1º febbraio - Samir Abbasov, allenatore di calcio e ex calciatore azero
- 1º febbraio - Arno Camenisch, scrittore e poeta svizzero
- 1º febbraio - Anders Hasselgård, ex calciatore norvegese
- 1º febbraio - Very Idham Henyansyah, serial killer indonesiano
- 1º febbraio - Jeff Hoggan, ex hockeista su ghiaccio canadese
- 1º febbraio - Dina Jewel, ex attrice pornografica norvegese
- 1º febbraio - Ken Johnson, ex cestista statunitense
- 1º febbraio - Francesco Laforgia, politico e economista italiano
- 1º febbraio - Davit Mujiri, ex calciatore georgiano
- 1º febbraio - Claudia Nystad, ex fondista tedesca
- 1º febbraio - Sara Tavares, cantautrice e chitarrista portoghese († 2023)
- 1º febbraio - Sergej Tretjakov, ex ciclista su strada kazako
- 1º febbraio - Mitja Valenčič, allenatore di sci alpino e ex sciatore alpino sloveno
- 1º febbraio - Marion Wagner, velocista tedesca
- 2 febbraio - Carly Binding, cantante neozelandese
- 2 febbraio - Nelson Chamisa, politico zimbabwese
- 2 febbraio - Patterson Daudau, ex calciatore salomonese
- 2 febbraio - Annabel Ellwood, ex tennista australiana
- 2 febbraio - Eden Espinosa, attrice, cantante e doppiatrice statunitense
- 2 febbraio - Barry Ferguson, allenatore di calcio e ex calciatore scozzese
- 2 febbraio - Macarena Gómez, attrice spagnola
- 2 febbraio - Guido Kaczka, attore e conduttore televisivo argentino
- 2 febbraio - Lee Ji-ah, attrice sudcoreana
- 2 febbraio - Hector Lombard, artista marziale misto e ex judoka cubano
- 2 febbraio - Claudio Morel Rodríguez, allenatore di calcio e ex calciatore paraguaiano
- 2 febbraio - Bárbara Mori, attrice uruguaiana
- 2 febbraio - Olivier Mutis, ex tennista francese
- 2 febbraio - Jaime Robles Céspedes, ex calciatore boliviano
- 2 febbraio - Chris Romano, attore televisivo, produttore televisivo e sceneggiatore statunitense
- 2 febbraio - Mikalaj Ryndzjuk, allenatore di calcio e ex calciatore bielorusso
- 2 febbraio - Rich Sommer, attore statunitense
- 2 febbraio - Faye White, ex calciatrice inglese
- 2 febbraio - Kōta Yoshihara, ex calciatore giapponese
- 3 febbraio - Joan Capdevila, ex calciatore spagnolo
- 3 febbraio - Chae Ri-na, cantante sudcoreana
- 3 febbraio - Amal Clooney, avvocato e giurista libanese
- 3 febbraio - Vincenzo Figuccio, karateka e militare italiano
- 3 febbraio - Valerio Foglia Manzillo, attore e modello italiano
- 3 febbraio - Beat Hefti, ex bobbista e ex velocista svizzero
- 3 febbraio - Andy Herron, ex calciatore costaricano
- 3 febbraio - Stribor Kusturica, attore, musicista e compositore serbo
- 3 febbraio - Matt Nielsen, allenatore di pallacanestro e ex cestista australiano
- 3 febbraio - Jessica Polsky, attrice, conduttrice televisiva e showgirl statunitense
- 3 febbraio - Adrian R'Mante, attore e conduttore televisivo statunitense
- 3 febbraio - Eliza Schneider, attrice e doppiatrice statunitense
- 3 febbraio - Sasha Victorine, ex calciatore statunitense
- 4 febbraio - Mohamed Abd El-Fatah, ex lottatore egiziano
- 4 febbraio - Marian Aliuță, ex calciatore rumeno
- 4 febbraio - Mauro Bonaiuti, ex cestista italiano
- 4 febbraio - Laurence Borremans, modella belga
- 4 febbraio - Tomasz Dawidowski, procuratore sportivo e ex calciatore polacco
- 4 febbraio - Gianni Del Vecchio, giornalista e scrittore italiano
- 4 febbraio - Elvis Évora, ex cestista capoverdiano
- 4 febbraio - Yuanta Holland, ex cestista e allenatore di pallacanestro statunitense
- 4 febbraio - Pavol Hurajt, fondista e biatleta slovacco
- 4 febbraio - Hernán Jasen, ex cestista e dirigente sportivo argentino
- 4 febbraio - Mathurin Kameni, ex calciatore camerunese
- 4 febbraio - Jucimara Evangelista Dantas, ex cestista brasiliana
- 4 febbraio - Ömer Onan, ex cestista e dirigente sportivo turco
- 4 febbraio - Isabella Turso, pianista e compositrice italiana
- 4 febbraio - Anna Vnukova, pentatleta bielorussa
- 5 febbraio - Mustafa Shehdeh, ex calciatore giordano
- 5 febbraio - Catalina Ines Acosta, modella colombiana
- 5 febbraio - Vast Aire, rapper statunitense
- 5 febbraio - Chantal Demming, attrice olandese
- 5 febbraio - Vania Millán, modella spagnola
- 5 febbraio - Antonino Minardo, politico italiano
- 5 febbraio - Mohamed Ousserir, allenatore di calcio e ex calciatore algerino
- 5 febbraio - Austin Ramirez, ex nuotatore statunitense
- 5 febbraio - Shawn Reaves, attore statunitense
- 5 febbraio - Samuel Sánchez, ex ciclista su strada spagnolo
- 5 febbraio - Tal Shaked, scacchista statunitense
- 5 febbraio - Anvarjon Soliev, ex calciatore uzbeko
- 5 febbraio - Jairon Zamora, ex calciatore ecuadoriano
- 5 febbraio - Zhang Guirong, ex pesista cinese
- 6 febbraio - Vladimir Anzulović, allenatore di pallacanestro e ex cestista croato
- 6 febbraio - Denis Bojarincev, allenatore di calcio e ex calciatore russo
- 6 febbraio - Anis Boujelbene, ex calciatore tunisino
- 6 febbraio - Martín Enríquez, ex giocatore di calcio a 5 argentino
- 6 febbraio - Tore Hansen, arbitro di calcio norvegese
- 6 febbraio - Jeon Mi-ra, ex tennista sudcoreana
- 6 febbraio - Christine Keshen, giocatrice di curling canadese
- 6 febbraio - Olena Zelens'ka, scrittrice, architetta e sceneggiatrice ucraina
- 6 febbraio - Gabriele Lopez, doppiatore, direttore del doppiaggio e musicista italiano
- 6 febbraio - Pasquale Maglione, politico italiano
- 6 febbraio - Emmanuel Misichili, ex calciatore zambiano
- 6 febbraio - Yael Naim, cantautrice israeliana
- 6 febbraio - Malaya Rivera Drew, attrice statunitense
- 6 febbraio - Gareth Roberts, ex calciatore gallese
- 6 febbraio - Rustam Saidov, ex pugile uzbeko
- 6 febbraio - André Sinédo, calciatore francese († 2022)
- 6 febbraio - Marcelo Sosa, ex calciatore uruguaiano
- 6 febbraio - Peter Vagenas, ex calciatore statunitense
- 7 febbraio - David Äbischer, allenatore di hockey su ghiaccio e ex hockeista su ghiaccio svizzero
- 7 febbraio - Massimiliano Di Franco, pallavolista italiano
- 7 febbraio - Frank Drmic, ex cestista australiano
- 7 febbraio - Theo Francken, politico belga
- 7 febbraio - Manuela Gentili, ex ostacolista italiana
- 7 febbraio - Harriet Hunt, scacchista britannica
- 7 febbraio - Marina Kislova, ex velocista russa
- 7 febbraio - Péter Kovács, ex calciatore ungherese
- 7 febbraio - Ashton Kutcher, attore, modello e produttore cinematografico statunitense
- 7 febbraio - Ivan Leko, allenatore di calcio e ex calciatore croato
- 7 febbraio - Branimir Longin, ex cestista croato
- 7 febbraio - Gabe Muoneke, ex cestista nigeriano
- 7 febbraio - Adama Njie, ex mezzofondista gambiana
- 7 febbraio - Milt Palacio, ex cestista e allenatore di pallacanestro statunitense
- 7 febbraio - Daniel Van Buyten, ex calciatore belga
- 7 febbraio - Roger Zweifel, ex sciatore alpino svizzero
- 8 febbraio - Dapayk, musicista tedesco
- 8 febbraio - Andrej Egorčev, ex pallavolista russo
- 8 febbraio - Gastón Esmerado, allenatore di calcio e ex calciatore argentino
- 8 febbraio - Alessandro Faria, ex calciatore brasiliano
- 8 febbraio - Zsuzsa Hagara, ex cestista ungherese
- 8 febbraio - Konrad Hari, ex sciatore alpino svizzero
- 8 febbraio - Paolo Perazzani, batterista italiano
- 8 febbraio - Fedir Pylypiv, ex giocatore di calcio a 5 ucraino
- 9 febbraio - Clarice Assad, cantante e compositrice brasiliana
- 9 febbraio - Lynnette Cole, modella statunitense
- 9 febbraio - Laurel Hubbard, sollevatrice neozelandese
- 9 febbraio - Gro Marit Istad Kristiansen, ex biatleta norvegese
- 9 febbraio - Naoki Koshō, ex giocatore di football americano e allenatore di football americano giapponese
- 9 febbraio - Nikola Lazetić, ex calciatore serbo
- 9 febbraio - Magnus Malmgren, schermidore svedese
- 9 febbraio - Monica Marangoni, conduttrice televisiva e giornalista italiana
- 9 febbraio - Erin O'Connor, supermodella britannica
- 9 febbraio - William Servat, ex rugbista a 15 e allenatore di rugby a 15 francese
- 9 febbraio - Nélson Veiga, ex calciatore capoverdiano
- 9 febbraio - Omar Zarif, ex calciatore argentino
- 9 febbraio - Fede Álvarez, regista, sceneggiatore e produttore cinematografico uruguaiano
- 10 febbraio - Sergio Alonso, dirigente sportivo e ex giocatore di calcio a 5 spagnolo
- 10 febbraio - Boris Avrukh, scacchista israeliano
- 10 febbraio - Reshea Bristol, ex cestista e allenatrice di pallacanestro statunitense
- 10 febbraio - Julie Donaldson, giornalista, conduttrice televisiva e conduttrice radiofonica statunitense
- 10 febbraio - Eugene Edgerson, ex cestista statunitense
- 10 febbraio - Matteo Fiorini, politico sammarinese
- 10 febbraio - Don Omar, cantante, rapper e compositore portoricano
- 10 febbraio - Greg Stevenson, ex cestista statunitense
- 10 febbraio - Erkan Özbey, ex calciatore turco
- 11 febbraio - Simon Best, ex rugbista a 15 britannico
- 11 febbraio - Dario Carotenuto, politico italiano
- 11 febbraio - Soe Falimaua, ex calciatore samoano americano
- 11 febbraio - Magda Gomes, modella, stilista e showgirl brasiliana
- 11 febbraio - Michal Kordula, ex calciatore ceco
- 11 febbraio - Roc Marciano, rapper e produttore discografico statunitense
- 11 febbraio - Lymari Nadal, attrice e produttrice cinematografica portoricana
- 11 febbraio - Gerónimo Rauch, attore e cantante argentino
- 11 febbraio - Josef Straka, hockeista su ghiaccio ceco
- 12 febbraio - Paul Anderson, attore britannico
- 12 febbraio - Busdriver, rapper statunitense
- 12 febbraio - A.J. Guyton, ex cestista e allenatore di pallacanestro statunitense
- 12 febbraio - Alain Masudi, ex calciatore della Repubblica Democratica del Congo
- 12 febbraio - Hugo Morais, ex calciatore portoghese
- 12 febbraio - Daniela Pedali, cantante italiana
- 12 febbraio - Svetoslav Petrov, allenatore di calcio e ex calciatore bulgaro
- 12 febbraio - Michela Ponzani, storica e conduttrice televisiva italiana
- 12 febbraio - Manuel Spinale, ex calciatore italiano
- 12 febbraio - Ania Szarmach, cantante polacca
- 12 febbraio - Mehrajuddin Wadoo, ex calciatore e allenatore di calcio indiano
- 12 febbraio - Susanne Wigene, ex mezzofondista norvegese
- 13 febbraio - Niklas Bäckström, hockeista su ghiaccio finlandese
- 13 febbraio - Stephan Ebn, batterista e produttore discografico tedesco
- 13 febbraio - Darío Figueroa, ex calciatore argentino
- 13 febbraio - Hamish Glencross, chitarrista scozzese
- 13 febbraio - Sebastiano Grasso, ex cestista italiano
- 13 febbraio - Philippe Jaroussky, controtenore francese
- 13 febbraio - Rita Kuti-Kis, ex tennista ungherese
- 13 febbraio - Süleyman Küçük, ex calciatore turco
- 13 febbraio - Tess Mattisson, cantante svedese
- 13 febbraio - Beatrice Mautino, divulgatrice scientifica e saggista italiana
- 13 febbraio - Cory Murphy, hockeista su ghiaccio canadese
- 13 febbraio - Tanja Nijmeijer, guerrigliera olandese
- 13 febbraio - Edsilia Rombley, cantante olandese
- 13 febbraio - Koen Schockaert, ex calciatore belga
- 13 febbraio - Warley Silva dos Santos, allenatore di calcio e ex calciatore brasiliano
- 13 febbraio - Daniëlle de Bruijn, pallanuotista olandese
- 14 febbraio - Courtney Brown, ex giocatore di football americano statunitense
- 14 febbraio - DJ Double S, disc jockey italiano
- 14 febbraio - Aleksej Frosin, schermidore russo
- 14 febbraio - Dwele, cantante statunitense
- 14 febbraio - Nicolás Gianella, ex cestista argentino
- 14 febbraio - Tiziano Granata, poliziotto italiano († 2018)
- 14 febbraio - Ryan Griffiths, chitarrista australiano
- 14 febbraio - Danai Gurira, attrice statunitense
- 14 febbraio - Richard Hamilton, ex cestista statunitense
- 14 febbraio - Giulia Iannotti, ex tiratrice a volo italiana
- 14 febbraio - Lee Ho-eung, ex pattinatore di short track sudcoreano
- 14 febbraio - David Montoya, ex calciatore colombiano
- 14 febbraio - Nicolás Pavlovich, ex calciatore argentino
- 14 febbraio - Francesco Pignata, ex giavellottista italiano
- 14 febbraio - Rie Rasmussen, modella, attrice e regista danese
- 14 febbraio - Darius Songaila, allenatore di pallacanestro e ex cestista lituano
- 15 febbraio - Riccardo Allegretti, allenatore di calcio e ex calciatore italiano
- 15 febbraio - Hovhannes Avtandilyan, tuffatore armeno
- 15 febbraio - Floriana Bulfon, giornalista italiana
- 15 febbraio - Ralph Bundi, ex hockeista su ghiaccio svizzero
- 15 febbraio - Janet De Nardis, regista, conduttrice televisiva e giornalista italiana
- 15 febbraio - Pierre Egger, ex sciatore alpino austriaco
- 15 febbraio - Jeanene Fox, modella e attrice bahamense
- 15 febbraio - Kimberly Goss, cantante e tastierista statunitense
- 15 febbraio - Tuan Le, giocatore di poker vietnamita
- 15 febbraio - Yiruma, pianista e compositore sudcoreano
- 15 febbraio - Alejandro Lembo, ex calciatore uruguaiano
- 15 febbraio - Pierre Lucat, attore italiano
- 15 febbraio - Roberto Mercadini, drammaturgo, scrittore e poeta italiano
- 15 febbraio - Davyd Saldadze, ex lottatore ucraino
- 15 febbraio - Kerstin Tzscherlich, pallavolista tedesca
- 16 febbraio - Frédéric Amorison, dirigente sportivo e ex ciclista su strada belga
- 16 febbraio - Gustavo Boccoli, ex calciatore brasiliano
- 16 febbraio - Héctor Bracamonte, allenatore di calcio e ex calciatore argentino
- 16 febbraio - Albert Duro, ex calciatore albanese
- 16 febbraio - Nicolas Florentin, ex calciatore francese
- 16 febbraio - Vala Flosadóttir, ex astista islandese
- 16 febbraio - Tia Hellebaut, ex altista e multiplista belga
- 16 febbraio - Eric Ladin, attore statunitense
- 16 febbraio - Samar Nassar, ex nuotatrice giordana
- 16 febbraio - Aikaterini Oikonomopoulou, pallanuotista greca
- 16 febbraio - Diego Pozo, ex calciatore argentino
- 16 febbraio - Alberto Rivera Pizarro, ex calciatore spagnolo
- 16 febbraio - Tomas Tobé, politico svedese
- 16 febbraio - Ekaterina Volkova, siepista russa
- 17 febbraio - Laura Agea, politica italiana
- 17 febbraio - Abdelilah Bagui, ex calciatore marocchino
- 17 febbraio - Amir Hadad, ex tennista israeliano
- 17 febbraio - Ashton Holmes, attore statunitense
- 17 febbraio - Rory Kinnear, attore britannico
- 17 febbraio - Anders Nordberg, orientista norvegese
- 17 febbraio - Maurizio Peccarisi, ex calciatore italiano
- 17 febbraio - Kekko Silvestre, cantautore e produttore discografico italiano
- 18 febbraio - Armen Ambartsumyan, ex calciatore armeno
- 18 febbraio - Myriam El Khomri, politica francese
- 18 febbraio - Marcus Faison, ex cestista statunitense
- 18 febbraio - Kenneth Løvlien, ex calciatore norvegese
- 18 febbraio - Josip Šimunić, dirigente sportivo, allenatore di calcio e ex calciatore croato
- 18 febbraio - Rubén Xaus, pilota motociclistico spagnolo
- 19 febbraio - Unai Alba, ex calciatore spagnolo
- 19 febbraio - Matt Bettinelli-Olpin, regista e attore statunitense
- 19 febbraio - Ibrahima Gueyé, ex calciatore senegalese
- 19 febbraio - Hiromi Hirata, doppiatrice giapponese
- 19 febbraio - Corinna A. Horn, attrice tedesca
- 19 febbraio - Immortal Technique, rapper e attivista peruviano
- 19 febbraio - Michalīs Kōnstantinou, ex calciatore cipriota
- 19 febbraio - Heðin á Lakjuni, ex calciatore faroese
- 19 febbraio - Dalia Lorbek, ex sciatrice alpina slovena
- 19 febbraio - Mark Muñoz, artista marziale misto statunitense
- 19 febbraio - Álvaro Ortiz, ex calciatore messicano
- 19 febbraio - Luboš Pecka, ex calciatore ceco
- 19 febbraio - Joško Poljak, ex cestista croato
- 19 febbraio - Alioum Saidou, allenatore di calcio e ex calciatore camerunese
- 19 febbraio - Stephanie Waring, attrice britannica
- 19 febbraio - Yui Yatyer, cantante e attrice thailandese
- 20 febbraio - Lauren Ambrose, attrice statunitense
- 20 febbraio - Gordon Doherty, scrittore scozzese
- 20 febbraio - Joël Epalle, ex calciatore camerunese
- 20 febbraio - Roberto Ferri, pittore italiano
- 20 febbraio - Thomas Florschütz, bobbista tedesco
- 20 febbraio - Keisuke Hada, allenatore di calcio e ex calciatore giapponese
- 20 febbraio - Jay Hernandez, attore statunitense
- 20 febbraio - Julia Jentsch, attrice tedesca
- 20 febbraio - Andrea Michelori, ex cestista italiano
- 20 febbraio - Chelsea Peretti, attrice e sceneggiatrice statunitense
- 20 febbraio - Prerana del Nepal, principessa nepalese
- 20 febbraio - Oleksandr Rjabko, danzatore ucraino
- 20 febbraio - Cory Spinks, pugile statunitense
- 20 febbraio - Tony Sun, cantante, attore e conduttore televisivo taiwanese
- 21 febbraio - Berat Albayrak, imprenditore e politico turco
- 21 febbraio - Erick Barkley, ex cestista e allenatore di pallacanestro statunitense
- 21 febbraio - Ralf Bartels, ex pesista tedesco
- 21 febbraio - Alfonso Camorani, allenatore di calcio e ex calciatore italiano
- 21 febbraio - Stefano Caselli, fumettista italiano
- 21 febbraio - Jörg Fiedler, schermidore tedesco
- 21 febbraio - Kim Ha-neul, attrice sudcoreana
- 21 febbraio - Daniel Kuzmin, fondista israeliano
- 21 febbraio - Óscar Laguna, ex ciclista su strada spagnolo
- 21 febbraio - Janaina Lima, cantante e ballerina brasiliana
- 21 febbraio - Helen Marnie, cantante e tastierista scozzese
- 21 febbraio - Kumail Nanjiani, attore e comico pakistano
- 21 febbraio - Jan-Christoph Oetjen, politico tedesco
- 21 febbraio - Park Eun-hye, attrice sudcoreana
- 21 febbraio - Nicole Parker, attrice, imitatrice e scrittrice statunitense
- 21 febbraio - Rocco Ronzani, religioso, presbitero e teologo italiano
- 21 febbraio - Miki Sakai, attrice e cantante giapponese
- 21 febbraio - Matteo Silvestri, attore teatrale italiano
- 21 febbraio - Dorel Zaharia, ex calciatore rumeno
- 22 febbraio - Zoltán Balog, ex calciatore ungherese
- 22 febbraio - Luca Betti, pilota automobilistico e personaggio televisivo italiano
- 22 febbraio - Michele Cardinali, ex cestista italiano
- 22 febbraio - Chen Sicheng, attore, regista e sceneggiatore cinese
- 22 febbraio - Marko Ciurlizza, ex calciatore peruviano
- 22 febbraio - Dominic Demeritte, ex velocista bahamense
- 22 febbraio - Jenny Frost, cantante e conduttrice televisiva britannica
- 22 febbraio - Chiara Fumai, performance artist italiana († 2017)
- 22 febbraio - Demond Mallet, ex cestista statunitense
- 22 febbraio - Tomi Metsäketo, cantante finlandese
- 22 febbraio - Pete Mickeal, ex cestista e procuratore sportivo statunitense
- 22 febbraio - Friedrich Pinter, ex biatleta e fondista austriaco
- 22 febbraio - Heidi Renoth, ex snowboarder tedesca
- 22 febbraio - Anders Rotevatn, ex calciatore norvegese
- 22 febbraio - Trond Viggo Toresen, ex calciatore norvegese
- 22 febbraio - Donna Vivino, attrice e cantante statunitense
- 23 febbraio - Jason Byrne, ex calciatore irlandese
- 23 febbraio - Kyriakos Chailīs, ex calciatore cipriota
- 23 febbraio - Fabiana Colasuonno, calciatrice italiana
- 23 febbraio - Dóra Győrffy, ex altista ungherese
- 23 febbraio - Lars Klingbeil, politico tedesco
- 23 febbraio - Antti Kuisma, ex combinatista nordico finlandese
- 23 febbraio - Mehdi Labeyrie-Hafsi, ex cestista francese
- 23 febbraio - Mariano Messera, allenatore di calcio e ex calciatore argentino
- 23 febbraio - Pablo Moldú, ex cestista argentino
- 23 febbraio - Residente, rapper, cantante e compositore portoricano
- 23 febbraio - Karoliina Rantamäki, hockeista su ghiaccio finlandese
- 23 febbraio - Stanislav Vartovník, ex pallavolista slovacco
- 23 febbraio - Mohd Suffian Abdul Rahman, calciatore malese († 2019)
- 24 febbraio - Bangladesh, produttore discografico statunitense
- 24 febbraio - Corey Benjamin, ex cestista statunitense
- 24 febbraio - Jon Fitch, artista marziale misto statunitense
- 24 febbraio - Gary, rapper e cantante sudcoreano
- 24 febbraio - Nicole Lyn, attrice e disc jockey statunitense
- 24 febbraio - Lucien Nicolet, disc jockey e produttore discografico svizzero
- 24 febbraio - Blake Ritson, attore, doppiatore e regista britannico
- 24 febbraio - Aleksander Sekulić, allenatore di pallacanestro sloveno
- 24 febbraio - Yuyuko Takemiya, scrittrice giapponese
- 25 febbraio - Tomasz Kwiatkowski, arbitro di calcio polacco
- 25 febbraio - Lee Kwan-woo, ex calciatore sudcoreano
- 25 febbraio - Luis Liendo, ex calciatore boliviano
- 25 febbraio - Svein Maalen, allenatore di calcio norvegese
- 25 febbraio - Yazid Mansouri, ex calciatore francese
- 25 febbraio - Miyako Miyazaki, modella giapponese
- 25 febbraio - Yūji Nakazawa, ex calciatore giapponese
- 25 febbraio - Gianluca Nocentini, ex calciatore italiano
- 25 febbraio - Amund Skiri, allenatore di calcio e ex calciatore norvegese
- 25 febbraio - Darren Soto, politico statunitense
- 25 febbraio - Claudia Ștef, marciatrice rumena
- 25 febbraio - Seilala Sua, ex discobola e pesista statunitense
- 25 febbraio - Philip Walsted, statunitense († 2002)
- 26 febbraio - Tom Beck, attore e cantante tedesco
- 26 febbraio - Livio Beshir, attore, conduttore televisivo e autore televisivo italiano
- 26 febbraio - Eleonora Cimbro, politica italiana
- 26 febbraio - Abdoulaye Diagne-Faye, ex calciatore senegalese
- 26 febbraio - Kate Hooper, pallanuotista australiana
- 26 febbraio - Viktor Horváth, pentatleta ungherese
- 26 febbraio - Marc Hynes, pilota automobilistico britannico
- 26 febbraio - Mohammed Noor, ex calciatore saudita
- 26 febbraio - Lavor Postell, ex cestista statunitense
- 26 febbraio - Nathan Sharpe, ex rugbista a 15 e conduttore televisivo australiano
- 26 febbraio - Benjamin Veillas, copilota di rally francese
- 26 febbraio - Rachel Veltri, attrice e modella statunitense
- 27 febbraio - James Beattie, dirigente sportivo, allenatore di calcio e ex calciatore inglese
- 27 febbraio - Crocifisso Dentello, scrittore italiano
- 27 febbraio - Simone Di Pasquale, ballerino e personaggio televisivo italiano
- 27 febbraio - Carlos Escobar, calciatore honduregno
- 27 febbraio - K'akhaber K'aladze, politico e ex calciatore georgiano
- 27 febbraio - Megumi Kaneko, politica giapponese
- 27 febbraio - Adam Kinzinger, politico statunitense
- 27 febbraio - Takashi Miyazawa, ex ciclista su strada giapponese
- 27 febbraio - Emelie Öhrstig, ex fondista svedese
- 27 febbraio - Thomas Pesquet, ingegnere, aviatore e astronauta francese
- 27 febbraio - Ismael Santiago, ex calciatore spagnolo
- 28 febbraio - Geoffrey Arend, attore statunitense
- 28 febbraio - Jeanne Cherhal, cantautrice francese
- 28 febbraio - Du Ping, ex calciatore cinese
- 28 febbraio - Rowen Fernández, ex calciatore sudafricano
- 28 febbraio - Robert Heffernan, marciatore irlandese
- 28 febbraio - Mira Luoti, cantante finlandese
- 28 febbraio - Andrew Newell, ex atleta paralimpico australiano
- 28 febbraio - Milan Pacanda, ex calciatore ceco
- 28 febbraio - Gabriel Pereyra, allenatore di calcio e ex calciatore argentino
- 28 febbraio - Benjamin Raich, ex sciatore alpino austriaco
- 28 febbraio - Petur Reinert, arbitro di calcio faroese
- 28 febbraio - James Safechuck, attore statunitense
- 28 febbraio - Davy Schollen, ex calciatore belga
- 28 febbraio - Michael Stephenson, attore, regista e sceneggiatore statunitense
- 28 febbraio - Laura Tecce, giornalista e conduttrice televisiva italiana
- 28 febbraio - Jamaal Tinsley, ex cestista statunitense
- 28 febbraio - Kevin Windham, pilota motociclistico statunitense
- 28 febbraio - Mariano Zabaleta, ex tennista argentino